# Gryllotalpa krimbasi
Gryllotalpa krimbasi is een rechtvleugelig insect uit de familie veenmollen (Gryllotalpidae). De wetenschappelijke naam van deze soort is voor het eerst geldig gepubliceerd in 1992 door Baccetti.